# Aloe glabrescens
Aloe glabrescens ist eine Pflanzenart der Gattung der Aloen in der Unterfamilie der Affodillgewächse (Asphodeloideae). Das Artepitheton glabrescens stammt aus dem Lateinischen, bedeutet ‚verkahlend‘ und verweist auf die kahl werdende Oberfläche des Perianths.

## Beschreibung

### Vegetative Merkmale
Aloe glabrescens wächst stammlos oder stammbildend, sprosst und bildet kleine bis große Gruppen. Die niederliegenden Stämme weisen eine Länge von bis zu 50 Zentimeter auf. Die 18 bis 24 dreieckigen Laubblätter bilden dichte Rosetten. Die graugrüne, rötlich überhauchte Blattspreite ist 40 bis 50 Zentimeter lang und 10 bis 12 Zentimeter breit. Die stechenden, rötlich braunen Zähne am Blattrand sind 3 Millimeter lang und stehen 10 bis 20 Millimeter voneinander entfernt.

### Blütenstände und Blüten
Der Blütenstand besteht aus drei bis vier Zweigen und erreicht eine Länge von 75 bis 100 Zentimeter. Die zylindrisch spitz zulaufenden Trauben sind 25 Zentimeter lang und 5 bis 6 Zentimeter breit. Die eiförmig-spitzen Brakteen weisen eine Länge von 9 Millimeter auf und sind 4 Millimeter breit. Die erdbeerroten, kahlen oder bei Vergrößerung winzig flaumhaarigen Blüten sind an ihrer Mündung heller bis grünlich und stehen an 5 Millimeter langen Blütenstielen. Die Blüten sind 32 Millimeter lang und an ihrer Basis gerundet. Oberhalb des Fruchtknotens sind sie sehr leicht verengt. Ihre äußeren Perigonblätter sind auf einer Länge von 9 Millimetern nicht miteinander verwachsen. Die Staubblätter und der Griffel ragen kurz aus der Blüte heraus.

### Genetik
Die Chromosomenzahl beträgt {\displaystyle 2n=14}.

## Systematik und Verbreitung
Aloe glabrescens ist im Nordosten von Somalia auf trockenen Ebenen und Gipshügeln in Höhen von 800 bis 1000 Metern verbreitet.
Die Erstbeschreibung als Aloe rigens var. glabrescens durch Gilbert Westacott Reynolds und Peter René Oscar Bally wurde 1958 veröffentlicht. Susan Carter und Peter Edward Brandham stellten die Pflanzen 1983 in eine eigene Art.

## Nachweise